# Naissance en 935
Naissance
- 931
- 932
- 933
- 934
- 935
- 936
- 937
- 938
- 939

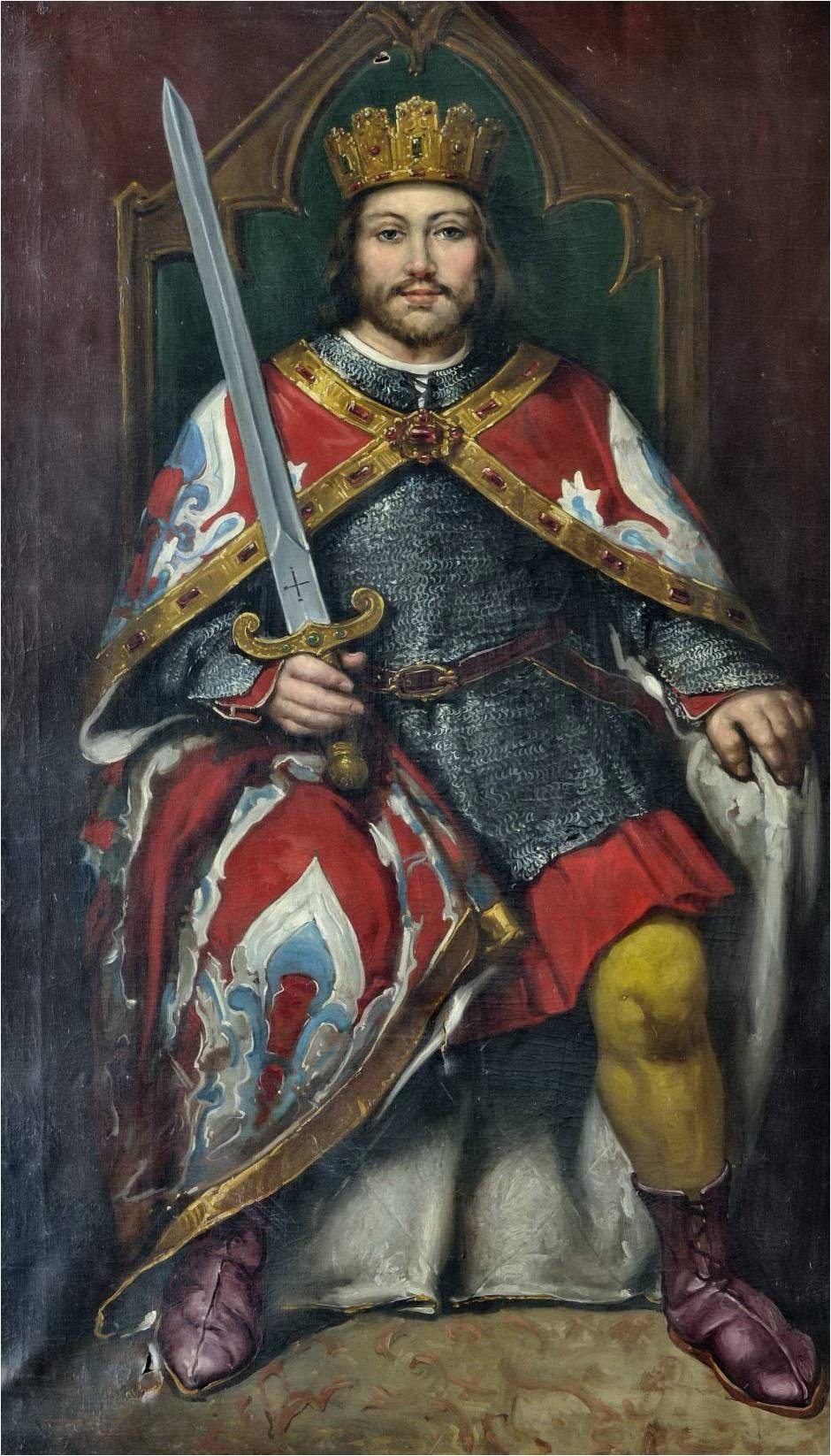
Sanche Ier de León, né en 935.

Cette page dresse une liste de personnalités nées au cours de  l'année 935 :
- Abdel al Jabbar Ibn Ahmad, théologien musulman, l'un des plus renommés du courant mu'tazilite.
- Gérard de Toul, 33e évêque de Toul.
- Eochaid ua Flannacáin (en), religieux et poète irlandais.
- Guillaume IV d'Aquitaine, comte de Poitiers, sous le nom de Guillaume II et duc d'Aquitaine sous celui de Guillaume IV.
- Gao Qiong (en), général et gouverneur militaire de la dynastie des Song du Nord.
- Hrotsvita de Gandersheim, poétesse et chanoinesse.
- Stefano Minicillo (it), évêque de Caiazzo.
- Sanche II de Navarre, roi de Pampelune, puis de Navarre et comte d'Aragon.
- Sanche Ier de León, roi de León.

date incertaine (vers 935)
- Guillaume I de Marseille, premier des vicomtes de Marseille.
- Mieszko Ier de Pologne, duc de Pologne
- Oukhtanès de Sébaste, historien arménien.

## Crédit d'auteurs
- Cet article est partiellement ou en totalité issu de l'article intitulé « 935 » (voir la liste des auteurs).